# Лісувко
Лісувко (пол. Lisówko, нім. Fuchshöfchen) — село в Польщі, у гміні Осек Староґардського повіту Поморського воєводства.
Населення — 92 особи (2011).
У 1975-1998 роках село належало до Гданського воєводства.

## Демографія
Демографічна структура станом на 31 березня 2011 року:
|          | Загалом | Допрацездатний вік | Працездатний вік | Постпрацездатний вік |
| -------- | ------- | ------------------ | ---------------- | -------------------- |
| Чоловіки | 42      | 9                  | 31               | 2                    |
| Жінки    | 50      | 9                  | 35               | 6                    |
| Разом    | 92      | 18                 | 66               | 8                    |